# فجل
الفُجْلُ  بِضَمِّ أوله أو فجل حريف (بالإنجليزية: Radish) من الخضروات الجذرية المأكولة، يتبع الفصيلة الصليبية تؤكل جذور الفجل الأبيض أو الأحمر كجذور أو أوراق وتعمل على تنشيط الشهية للطعام وتحسين عملية الهضم. وعصير جذور الفجل الأسود لعلاج سوء الهضم والإمساك. وعصير الفجل بصفة عامة ملين ومدر للعصارة الصفراوية التي تفرزها المرارة. والبعض حساسون لحموضته. ولو سحقت الجذور تستعمل كلبخة للحروق والكدمات ورائحة القدم. وأوراقه وبذوره وجذوره تعالج الربو ومشاكل الصدر. وعصير الأوراق الطازجة ملينة ومدرة للبول. وبذوره تعالج الإمساك والإسهال. والفجل بصفة عامة مفيد للحصوات المرارية وبه مادة Raphanin المضادة للبكتريا والفطريات والأورام، ويحتوي على جلوكوزيدات وفيتامين ج ورافانين وهو مضاد حيوي جيد، كما يقلل من إنتاج هورمون الغدة الدرقية بصورة طبيعية كما تفعل جميع نباتات الفصيلة الصليبية وهي (البروكلي والقنبيط واللفت أو الشلغم). يُسمى زيت بذر الفجل السحيقة.
الفجل نبات مزهر، من الشائع أكل جذوره الكبيرة بوصفها خضروات جذرية، على الرغم من أن النبات بجميع أجزاءه صالح للأكل، بما في ذلك الأوراق التي تستخدم كخضروات، بداياته كانت في آسيا، أما الآن فتتم زراعته واستهلاكه في جميع أنحاء العالم.
يستخدم الفجل نيئًا في غالب الأمر، بوصفه خضار للسلطة، فهو يتميز بالقرمشمة كما أن له نكهة لاذعة وحارة قليلًا، وتختلف نكهته حسب البيئة التي ينمو بها. هناك العديد من الأصناف، والتي تختلف في الحجم واللون والنكهة وطول المدة التي يستغرقها النبات حتى ينضج، وتعود النكهة الحادة في الفجل إلى بعض المركبات الكيميائية التي ينتجها النبات بما في ذلك الجلوكوزينات، والميروزيناز، والإيزوثيوسيانات. يتم زراعة الفجل أحيانا بوصفه نباتات مصاحبة، ومثله مثل العديد من النباتات يعاني الفجل من الآفات والأمراض. نباتات الفجل تنبت وتنمو بسرعة، وتكون الأصناف الصغيرة الشائعة جاهزة للاستهلاك في غضون شهر من زراعتها، أما الأصناف الكبيرة مثل الدايكون فربما تستغرق أسابيع عديدة. ولأن الفجل سهل النمو وسريع الحصاد؛ فهو لا يحتاج إلى خبرة لزراعته، وإنما تتم زراعته من قبل البستانيين المبتدئين. وأحيانًا تم زراعة الفجل بوصفه محصول غطاء خاصة في فصل الشتاء أو بوصفه محصول علفي. تتم زراعة بعض أنواع الفجل من أجل بذوره، في حين تزرع أنماط أخرى مثل الدايكون من أجل إنتاج النفط، وبعضها يستخدم لعملية الإنبات.

## التاريخ
على الرغم من وجود العديد من أصناف الفجل، التي تزرع على نطاق واسع في شتى المناطق في العالم، إلا أنه لا تتوفر أية معلومات تاريخية بشأن موطنه الأصلي أو نشأته الأولى ومع ذلك فقد حدد العلماء بشكل مبدئي تقريبي أصول الفجل، حيث ارجعوه على منطقة جنوب شرق آسيا، وهي المنطقة الوحيدة التي تم فيها أكتشاف أصناف برية حقيقية. ويبدو أن الهند ووسط الصين وآسيا الوسطى، كانت أماكن ثانوية، حيث تم فيها تطوير أشكال مختلفة. ويدخل الفجل السجلات التاريخية في القرن الثالث قبل الميلاد.
قدم المزارعون اليونان والرومان في القرن الأول الميلادي، تفاصيل عن أصناف الفجل الصغيرة والكبيرة، المستديرة والطويلة، المعتدلة في النكهة والحادة. ويبدو أن الفجل كان من أوائل المحاصيل الأوربية التي تم إدخالها إلى الأمريكتين، وقد أفاد عالم نبات ألماني أن نبات الفجل كان طوله يبلغ 90سم (3 أقدام)، ووزنه كان يصل إلي 45 كيلو جرام (100 رطل) وذلك عام 1544م، على الرغم من أن الصنف الوحيد بهذا الحجم اليوم هو فجل سكوراجيما الياباني.
فولكلوريًا، أشار آساف اليهودي إلى أن الفجل وخاصة أوراقه يمكن أن يكون مفيدًا في الطب التقليدي، لزيادة المادة المخاطية. وفي العصور الوسطى اعتبره ابن وحشية أحد مكونات مضادات السموم، بينما سلط موسى بن ميمون الضوء على استخداماته المحتملة بوصفه علاج. وفي القرن العاشر يتضمن كتاب طبخ للوراق، الفجل بوصفه طبق جانبي مع لحم النعام، ومكونًا في طبق دجاج يسمى "كاردانج".

## المعلومات الغذائية

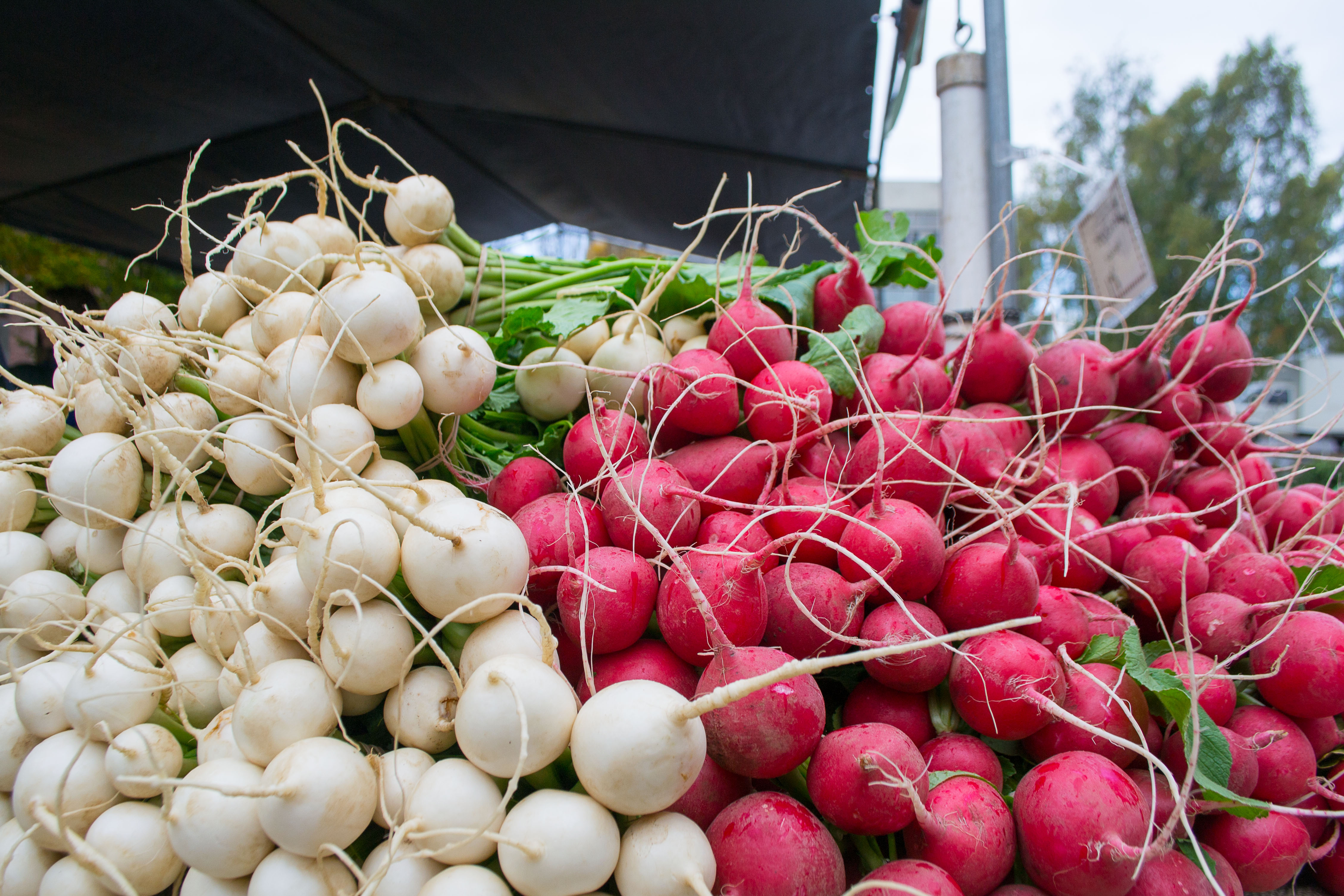
فجل متنوع

يحتوي كل 100غ من الفجل بحسب وزارة الزراعة الأميركية على المعلومات الغذائية التالية:
- الماء: 95%
- السعرات الحرارية: 16 كيلو كلوري (66 كيلو جول.
- الدهون: 0.1 جرام
- الكاربوهيدرات: 3.40%
- الألياف: 1.6جرام
- السكريات: 1.86 جرام
- البروتينات: 0.68 جرام

## بذور الفجل
بذور الفجل غنية بالعديد من المركبات الغذائية الهامة، فهي مصدر ممتاز لفيتامينات (أ) (ب) (ج) (هـ) (ك). كذلك، فهي غنية أيضاً بالمعادن الهامة مثل البوتاسيوم والكالسيوم والحديد والفوسفور والماغنيسيوم والزنك. وبجانب هذا، فإنها تحتوي على الكاروتين والكلوروفيل والأحماض الأمينية والعناصر النادرة والمواد المضادة للأكسدة. وتصل نسبة البروتين في بذور الفجل إلى 26%.

## وصف النبات

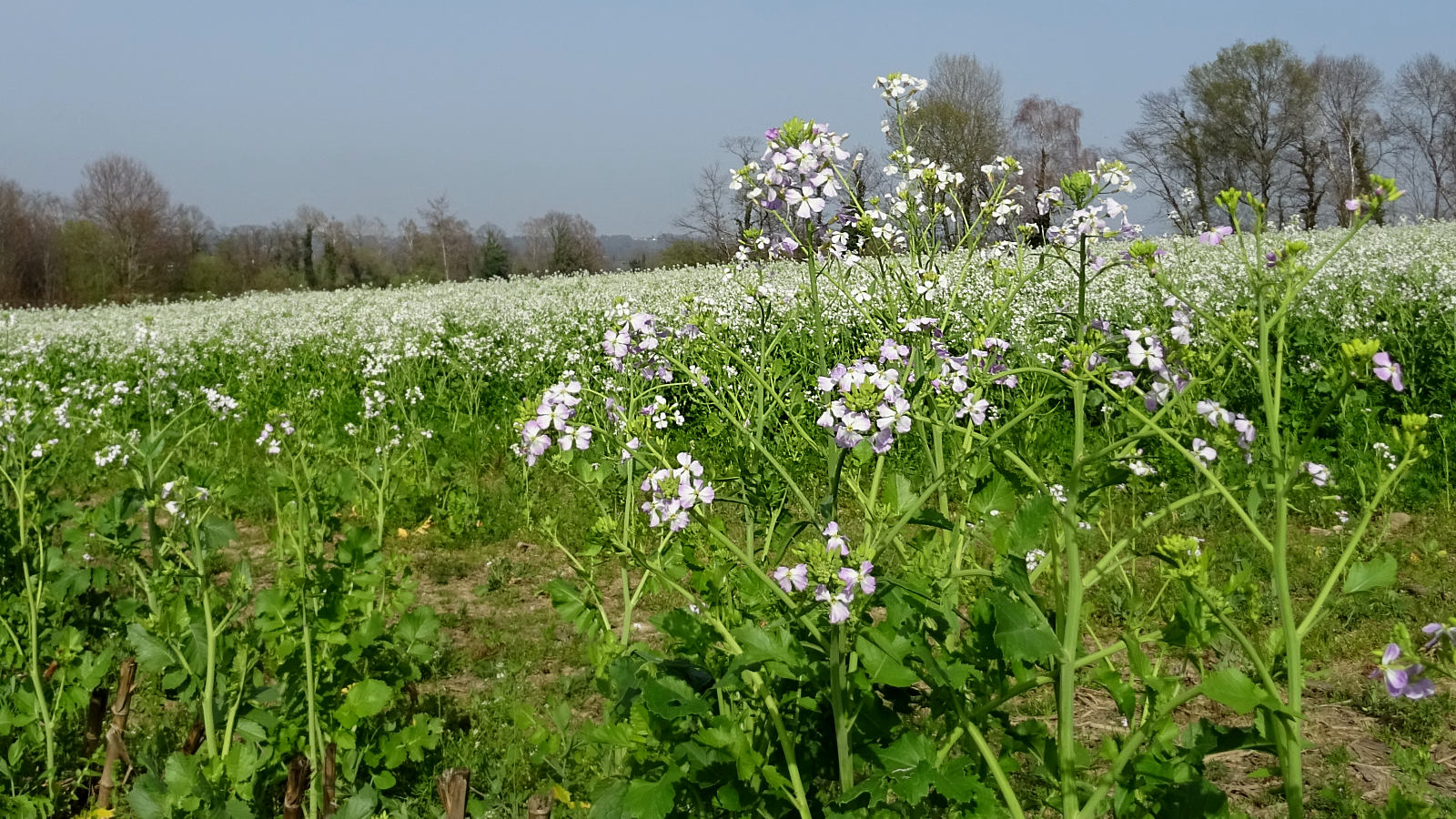

الفجل محصول سنوي، أو ثنائي الحول، يزرع من أجل جذوره المنتفخة، والتي يمكن أن تكون كروية أو إسطوانية. يتراوح لون جلد الجذر من الأبيض إلى الوردي والأحمر والارجواني والأصفر والأخضر إلى الأسود، ولحم الثمرة الداخلي في كل الأصناف عادة يكون أبيض اللون. الفجل من النباتات الجذرية، وهو خضار سهل الزراعة والتخزين والطهي، يختلف شكله من القصير المستدير إلى القصير الضيق، ويمكن أن يؤكل كاملاً، يأتي الفجل في مجموعة متنوعة من الألوان، وقد يؤكل الفجل نيئًا أو مخللًا أو حتى مطبوخًا، والفجل ذو نكهة حارة، وتعود هذه النكهة إلى وجود بعض المواد الكيميائية التي يقوم بصنعها هذا النبات مثل "الغلوكوسينولات" و "الإيزوثيوسيانات" والتي يعتقد أن بعضها يتمتع بأنشطة ضد السرطان.

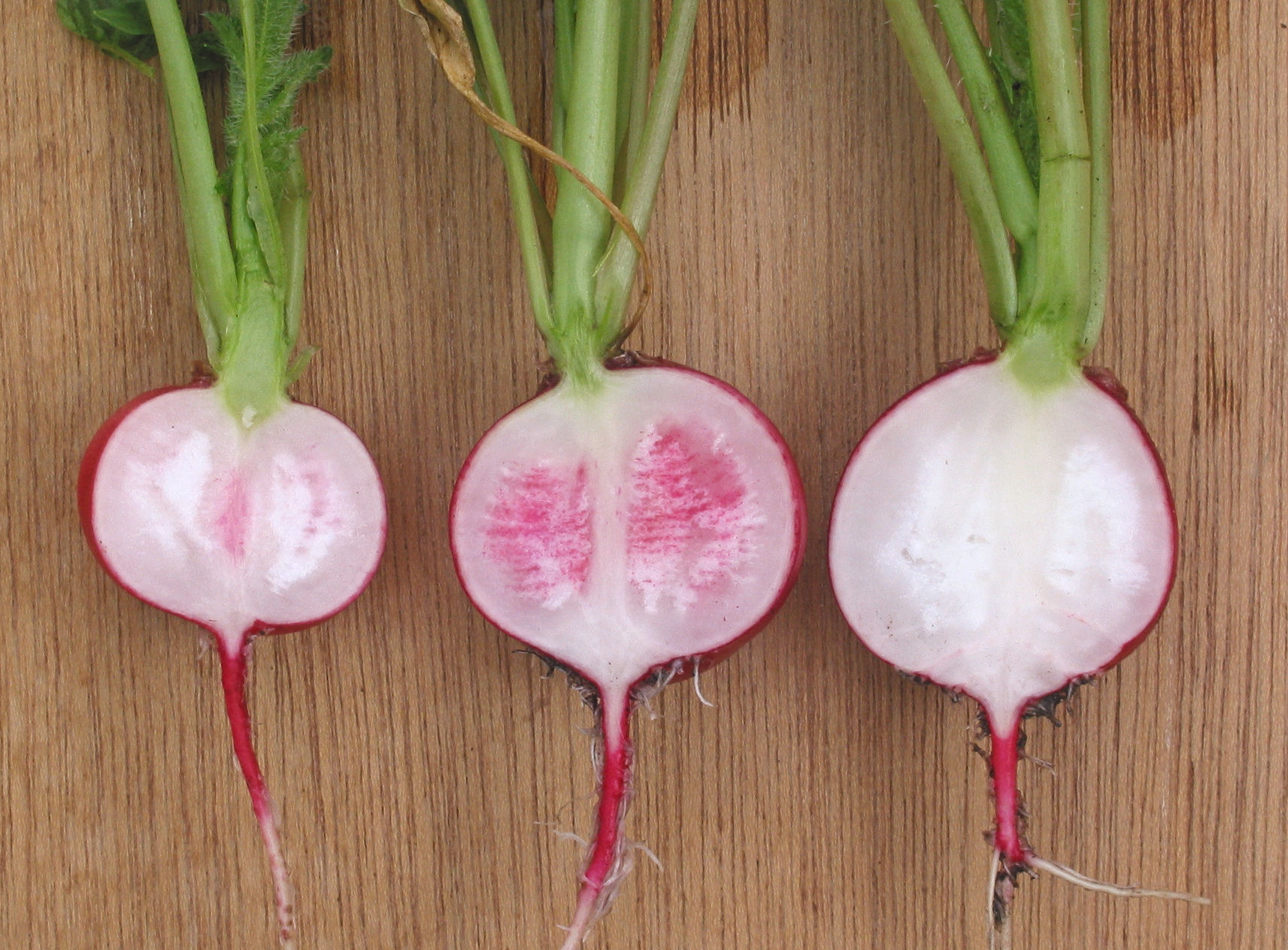

وتكتسب الجذور لونها من الأنثوسيانين، والسيانيدين. تحتوي الأنواع الأصغر من النبات على أوراق قليلة يبلغ طولها حوالي 13 سم (5 بوصات) مع جذور مستديرة يصل قطرها إلى 2.5 سم (1 بوصة)، أو جذور طويلة أكثر رشاقة يصل طولها إلى 7 سم (3 بوصات) وكلاهما يتم تناوله نيئًا في السلطات. ينمو الشكل الجذري الأطول بما في ذلك الفجل الشرقي والدايكون والفجل الشتوي، ليصل طوله إلى 60 سم (24 بوصة). لحم الفجل الداخلي الذي يتم حصاده في الوقت المناسب يكون هشًا وحلو المذاق، لكنه يصبح مرًا وقاسيًا إذا ما ترك النبات في الأرض لفترة طويلة بعد نضوجه، الأوراق تأخذ الشكل الريشي، والثمار عبارة عن قرون يمكن تناولها عندما تكون صغيرة. والفجل نوع ثنائي الصبغيات، ويحتوي على 18 كروموسوم، وتشير التقديرات إلى أن جينوم الفجل يحتوي على ما بين 526 و574 Mb

## الأصناف
| الصنف              | الصورة | الاسم                         | ملاحظات |
| ------------------ | ------ | ----------------------------- | --- |
| الفجل الأحمر       |        | رافانوس ساتيفوس / ساتيفوس     | |
| الفجل الأخضر       |        | رافانوس ساتيفوس / كوادتوس     | فريد في تلوينه. فالنصف العلوي بالقرب من نهاية الجذع لونه أخضر ليموني، ونصفه السفلي مدبب بلون الكريم. يمكن حصاده عندما تكون بحجم خمس بوصات أو بحجم عشر بوصات. تغطي بشرته السميكة لونًا من اللحم الأخضر إلى الأبيض الدسم والذي يوفر ملمسًا هشًا ونكهة الفجل التي يمكن أن تختلف من خفيفة إلى حارة حسب ظروف النمو والنضج. في الصين ، يتم استخدام الفجل الأخضر في الطب الصيني التقليدي ، ويعتقد أنه يعزز الصحة والعافية خاصة فيما يتعلق بالجهاز التنفسي. |
| دايكون             |        | رافانوس ساتيفوس / لونغيبينتوس | أحد أشكال الفجل، وهو يشبه إلى حد كبير الجزر الأبيض، يتضمن نفس المواد الغذائية الموجودة في الفجل الأحمر، وإن كان الأخير يأتي في شكل الاستدارة، في حين يأخذ الفجل الأبيض في الغالب الشكل الطولي، الفجل الأبيض أبطأ في نموه وأكبر في حجمه عن الفجل الأحمر، كما أنه يتميز بمذاقه الحلو والأقل حرارة عن الفجل الأحمر. |
| الفجل الأسود       |        | رافانوس ساتيفوس / نيغر        | أحد الأشكال، التي يأتي عليها الفجل، وللفجل الأسود أهمية كبيرة في تنظيف الكبد، وإعادة التوازن الطبيعي إلى الغدة الصفراوية، فالفجل الأسود يحتوي على عناصر كبريتية تسمى Glucosinolates والتي لها قدرة عالية على طرد الكميات الزائدة من الكحول خارج الجسم. كما ان الفجل الأسود غني بعنصر البوتاسيوم، وشرب عصيره أو حتى أكل شرائحه النيئة من دون نزع للقشرة السوداء يساعد على إدرار البول، لذلك يصلح الفجل الأسود في معالجة مشاكل احتباس السوائل بالجسم. كما أن مزج عصير الفجل الأسود مع عصير التفاح الأخضر أو عصير الجزر يخفف من حدة طعم الفجل الحريف، كما يمكن استخدام عصير الفجل الأسود مع عصير الفجل الأبيض كخليط منشط للدورة الدموية على مستوى فروة الرأس، فهذا الخليط يساعد على توقف سقوط الشعر وعلى زيادة وصول الدم إلى بصيلات الشعر، مما يكسب الشعر صحة ويزيد من نموه وكثافته. |
| فجل البذور الزيتية |        | رافانوس ساتيفوس / اوليفورمس   | |
| الفجل البري        |        | رافانوس ساتيفوس / رافانستروم  | |

## الزراعة

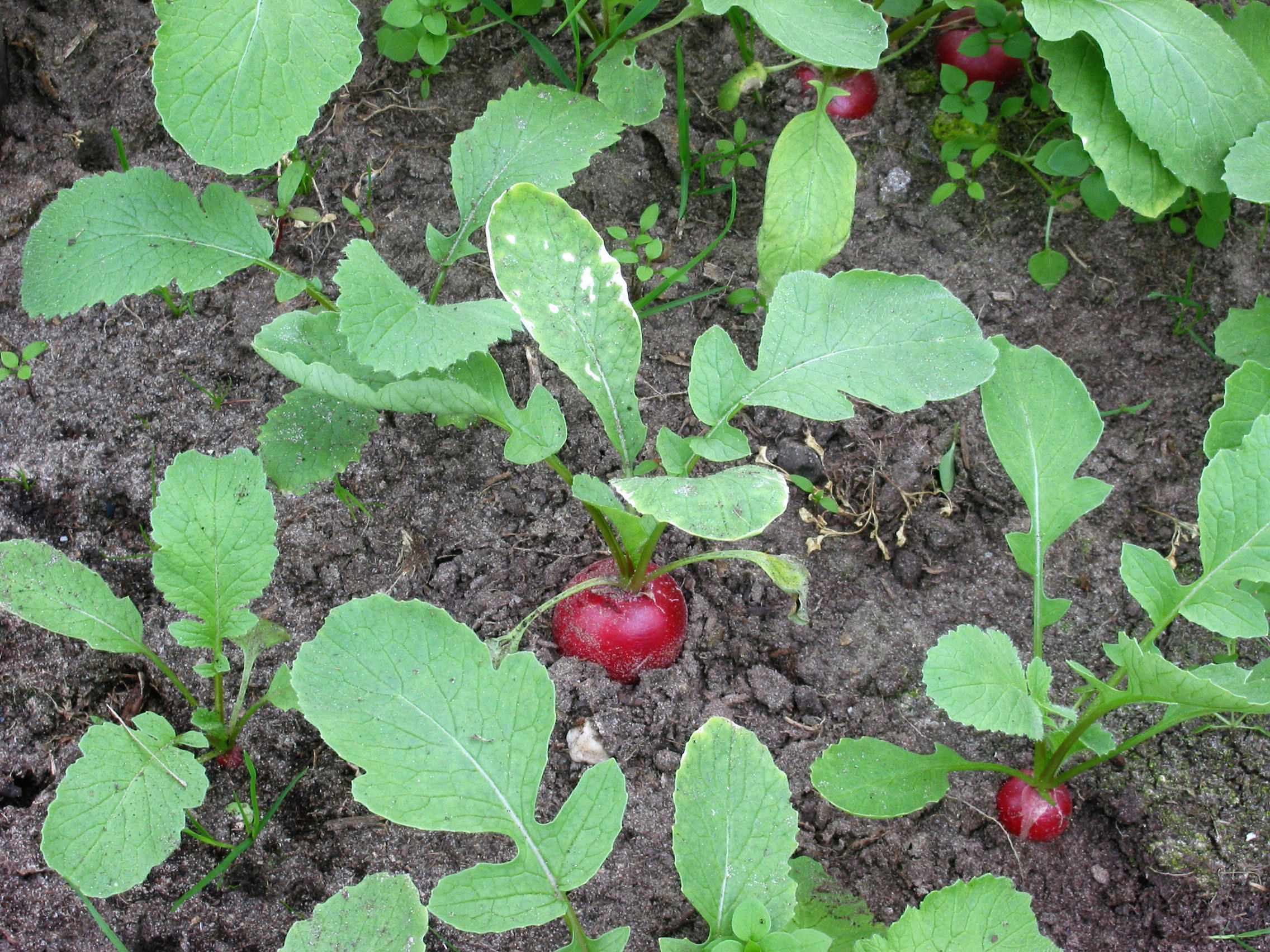

الفجل محصول سنوي، سريع النمو، تنبت بذوره في خلال ثلاثة إلى أربعة أيام في ظروف رطبة، مع درجات حرارة للتربة تتراوح ما بين 18 و 29 درجة مئوية (65 إلى 85 درجة فهرنهايت). في ظل الظروف المتوسطة، ينضج المحصول خلال 3-4 أسابيع، ولكن في الطقس البارد، قد يستغرق الأمر من 6-7 أسابيع. يمكن أن تكون الأصناف المزروعة محليًا أكثر حدة بشكل ملحوظ.
ينمو الفجل بشكل أفضل تحت أشعة الشمس الكاملة، وفي تربة طميية رملية خفيفة، مع درجة حموضة للتربة تتراوح من 6.5 إلى 7.0، ولكن بالنسبة للمحاصيل التي تزرع في أواخر الموسم، يعتبر طين الطمي مثاليًا. التربة التي تجفف وتشكل قشرة في الطقس الجاف غير مناسبة، ويمكن أن تجعل عملية الإنبات ضعيفة. يمكن تمديد فترات الحصاد عن طريق إجراء عمليات زراعية متكررة، متباعدة لمدة أسبوع أو أسبوعين. في المناخات الأكثر دفئًا، يُزرع الفجل عادةً في الخريف.[ يؤثر عمق زراعة البذور على حجم الجذر، من عمق 1 سم (1⁄2 بوصة) الموصى به للفجل الصغير إلى 4 سم (1+1⁄2 بوصة) للفجل الكبير. خلال فترة النمو، يجب تخفيف المحصول والتخلص من الأعشاب الضارة، وقد تكون هناك حاجة للري.
الفجل هو محصول شائع في أجزاء كثيرة من العالم، ودورة الحصاد السريعة تجعله مناسبًا بشكل خاص للأراضي الصغيرة. بعد الحصاد، يمكن تخزين الفجل دون فقدان الجودة لمدة يومين أو ثلاثة أيام في درجة حرارة الغرفة، وحوالي شهرين عند 0 درجة مئوية (32 درجة فهرنهايت) مع رطوبة نسبية 90-95٪

### الفجل بوصفه نبات مصاحب

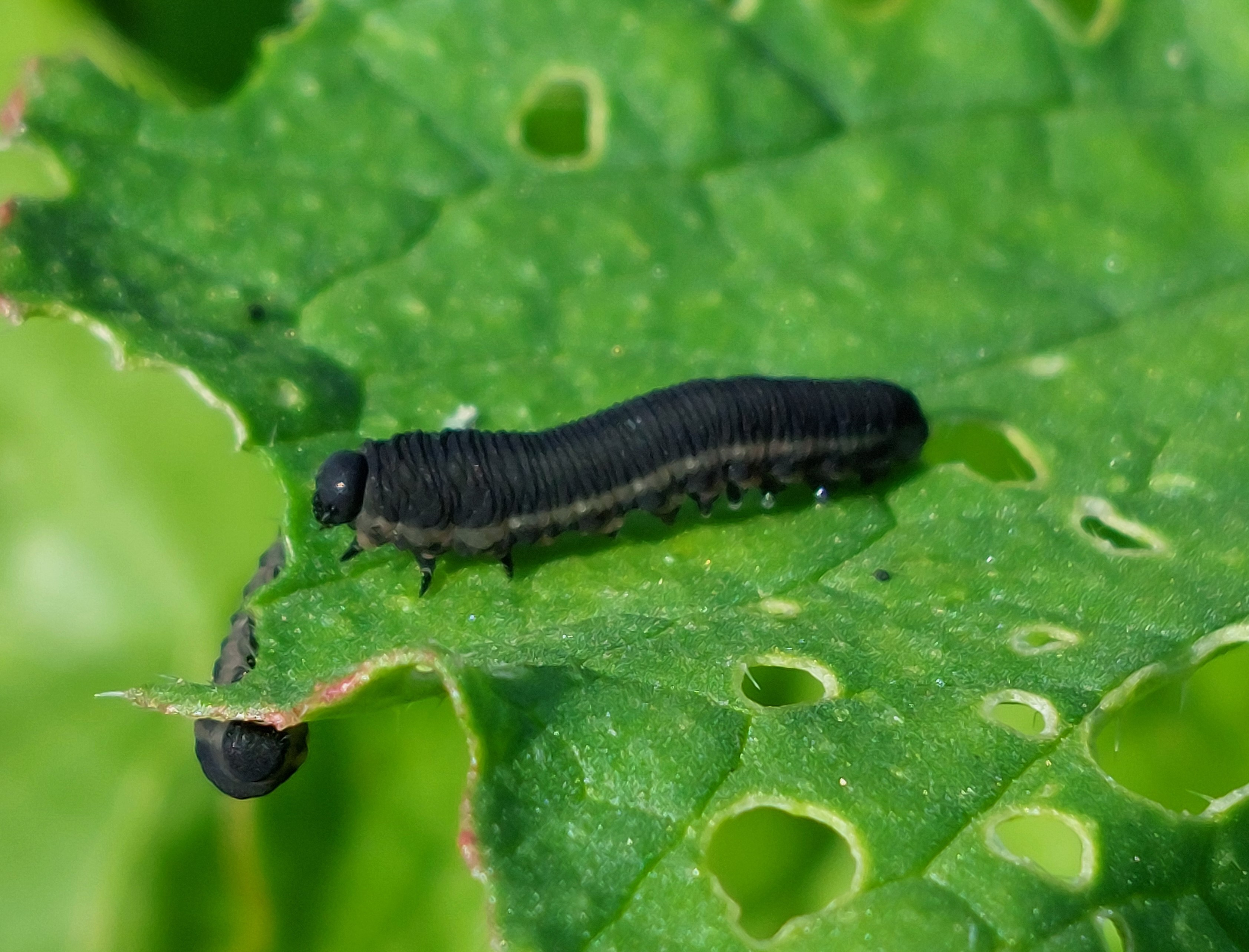

يمكن أن يكون الفجل مفيدًا كنبات مصاحب للعديد من المحاصيل الأخرى، ربما لأن رائحته النفاذة تمنع الآفات الحشرية مثل المن، وخنافس الخيار، وديدان الطماطم، وبق القرع، والنمل. ويمكن أيضًا أن يزرع الفجل بوصفه محصول فخ أو مصيدة، حيث يقوم النبات بجذب الآفات الحشرية بعيدًا عن المحصول الرئيسي. يبدو أن الخيار والفجل يزدهران عندما ينموان في ارتباط وثيق مع بعضهما البعض، كما ينمو الفجل جيدًا مع البقدونس والخس والبازلاء.

### الآفات التي تصيب النبات
لأن نبات الفجل نباتًا سريع النمو، فالأمراض بشكل عام لا تمثل مشكلة فيه، لكن بعض الآفات الحشرية يمكن أن تكون مصدر إزعاج للنبات. حيث تعيش يرقات خنافس البراغيث في التربة، لكن الخنافس البالغة تسبب ضررًا للمحصول، حيث تقوم بثقب "ثقوب" صغيرة في الأوراق، وخاصة الشتلات. كما يهاجم الذباب السويدي أوراق النبات والطرف المتنامي للنبات، ويسبب تشويهًا، وأطراف نمو متعددة (أو غير موجودة) وأوراق وسيقان منتفخة أو مجعدة. وفي بعض الأحيان تهاجم يرقات ذبابة جذر الكرنب الجذور. تتدلى أوراق النبات ويتغير لونها، وتحفر الديدان البيضاء الصغيرة نفقًا عبر الجذر، مما يجعلها غير جذابة أو غير صالحة للأكل.

## الأنواع

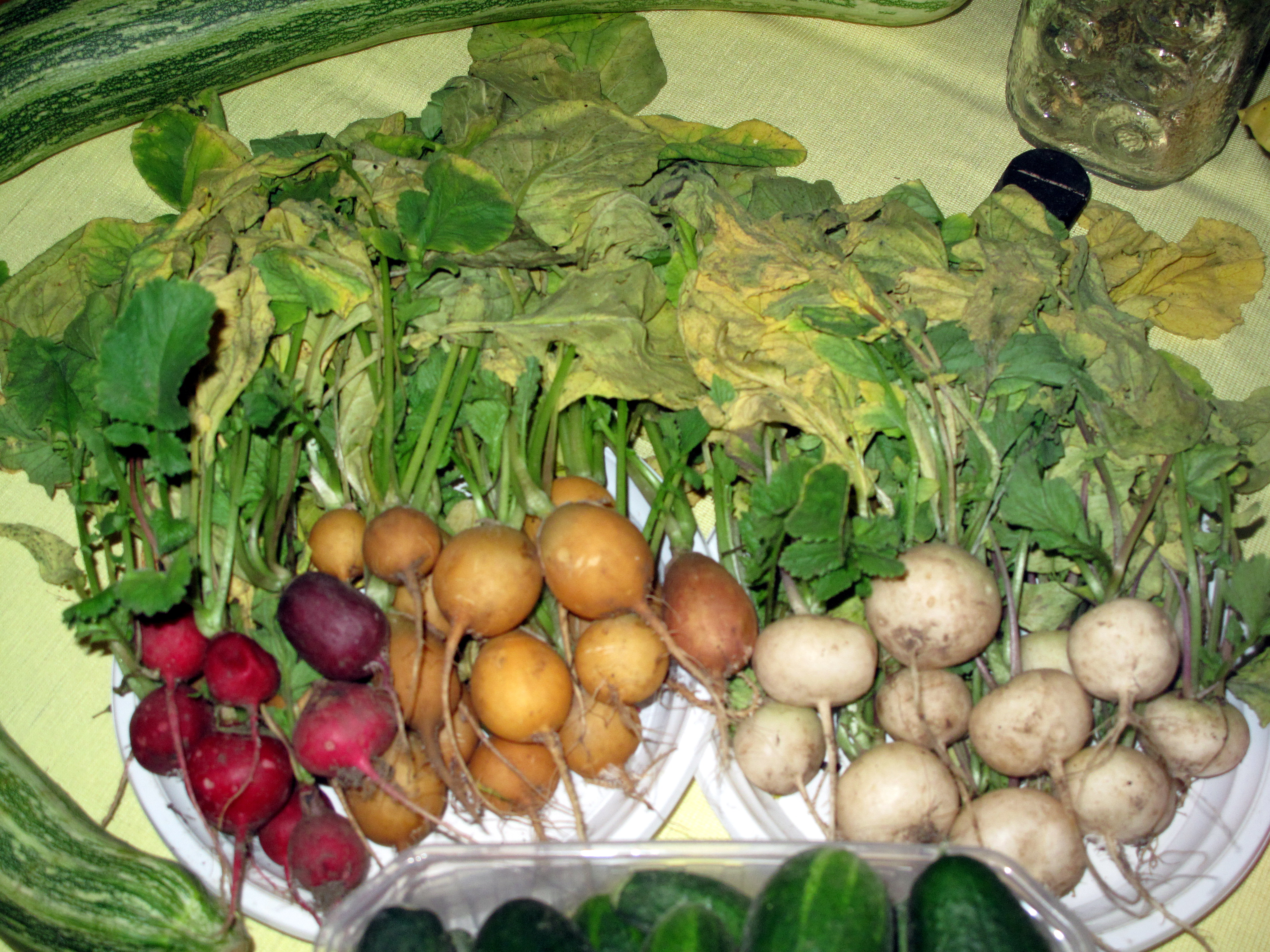

بشكل عام، يمكن تصنيف الفجل إلى أربعة أنواع رئيسية وفقًا للمواسم التي يتم زراعتها فيها، وهي مجموعة متنوعة من الأشكال والأطوال والألوان والأحجام، مثل الفجل الأحمر أو الوردي أو الأبيض أو الرمادي والأسود أو الفجل الأصفر، مع فجل مستدير. أو جذور ممدودة يمكن أن تنمو لفترة أطول من الجزر الأبيض.

### فجل الربيع أو الصيف
يُشار إليه أحيانًا بالفجل الأوروبي أو الفجل الربيعي إذا تمت زراعته في طقس بارد، ويكون الفجل الصيفي صغيرًا بشكل عام ويستغرق زراعته وقتًا قصيرًا نسبيًا من ثلاثة، إلى أربعة أسابيع.

### أصناف الشتاء
وتسمى أحيانًا وببساطة الفجل الأسود، يعود تاريخه إلى عام 1548 في أوروبا، وكان أحد الأنواع الشائعة الشائعة في إنجلترا وفرنسا خلال أوائل القرن التاسع عشر. له قشرة سوداء خشنة مع لحم أبيض حار النكهة، وهو مستدير أو غير منتظم على شكل كمثرى، وينمو إلى حوالي 10 سم (4 بوصات).
يشير الدايكون إلى مجموعة واسعة من الفجل الزيتي الشتوي في آسيا. في حين تم اعتماد الاسم الياباني دايكون في اللغة الإنجليزية، فإنه يطلق عليه أحيانًا الفجل الياباني أو الفجل الصيني أو الفجل الشرقي أو مولي (في الهند وجنوب آسيا). عادةً ما يكون للدايكون جذور بيضاء طويلة، على الرغم من وجود العديد من أنواع الدايكون. أحد الأنواع المعروفة هو "أبريل كروس" ذو الجذور البيضاء الناعمة.

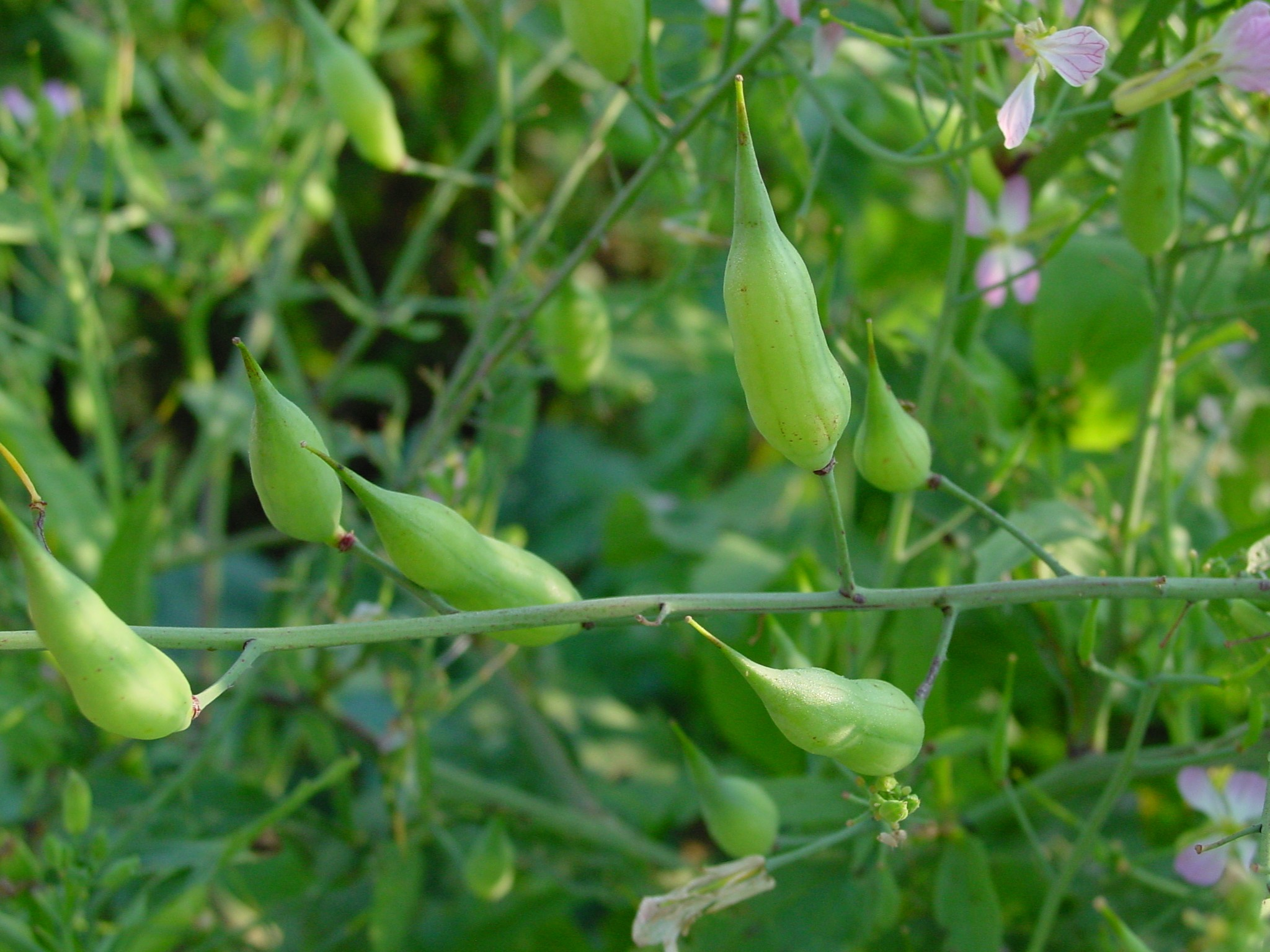

الفجل الكوري، ويسمى أيضًا "مو" هو مجموعة متنوعة من الفجل الأبيض ذو قوام مقرمش وقوي.على الرغم من أن "مو" هو أيضًا مصطلح عام للفجل باللغة الكورية (حيث أن دايكون هو مصطلح عام للفجل باللغة اليابانية)، إلا أن الكلمة تستخدم عادةً بمعناها الضيق، يُشار إلى الدايكون الياباني الأطول والأرق والأكثر مائيًا. الفجل الكوري بشكل عام أقصر وأكثر ثباتًا وثباتًا من الدايكون، وله ظل أخضر شاحب في منتصف المسافة من الأعلى إلى الأسفل. لديه أيضًا نكهة أقوى ولحم أكثر كثافة وأوراق أكثر نعومة. يُطلق على خضرة الفجل الكوري اسم موتشيونج، وتستخدم كخضروات في أطباق مختلفة.

### أصناف جراب البذور
تنمو بذور الفجل في قرون (يشار إليها على نطاق واسع باسم "القرون")، بعد الإزهار الذي يحدث عندما تُترك لتنمو بعد فترة الحصاد الطبيعية. البذور صالحة للأكل، وتستخدم أحيانًا كإضافة مقرمشة وحادة للسلطات. تُزرع بعض الأصناف خصيصًا لبذورها أو قرونها، بدلًا من جذورها. الفجل ذو ذيل الجرذ، وهو نوع أوروبي قديم يُعتقد أنه جاء من شرق آسيا منذ قرون مضت، له قرون طويلة ورفيعة ومجعدة يمكن أن يتجاوز طولها 20 سم (8 بوصات). في القرن السابع عشر، كانت القرون غالبًا ما تُخلل وتُقدم مع اللحوم. قرون البذور يتم تقديمها أحيانًا نيئة كمرافقة للبيرة في ألمانيا.

## إنتاج
باستخدام بيانات 2003-2004، تشير عدة مصادر إلى أن الإنتاج العالمي السنوي للفجل يبلغ حوالي 7 ملايين طن، والإنتاج يأتي بشكل رئيس من دول: الصين واليابان وكوريا الجنوبية، ويمثل حوالي 2٪ من إنتاج الخضروات العالمي.

## فوائد الفجل

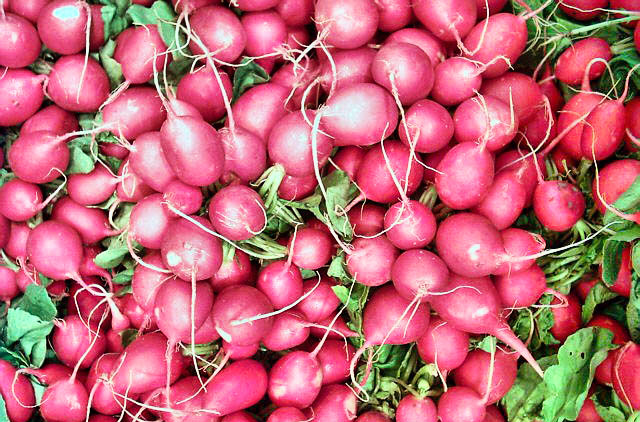

منذ القدك كان يعتقد أن لتناول الفحل وغيره من خضروات العائلة الصليبية دور كبير في تعزيز الصحة، وهو ما أثبته العلم الحديث، وعن أهم الفوائد المحتملة للفجل نذكر:
- التبريد الطبيعي للجسم والحفاظ على رطوبته
- تهدئة ألتهاب الحلق
- تعزيز المناعة وإزالة السموم من الجسم
- تعزيز صحة الكلى
- تنظيم مستويات ضغط الدم
- علاج اليرقان
- تعزيز عمل الجهاز الهضمي
- مكافحة السرطانات
- خسارة الوزن الزائد
- تقوية وتعزيز المناعة ومكافحة الالتهابات
- تعزيز صحة الجهاز التنفسي
- تعزيز صحة الجلد

كما يتمتع الفجل بتأثيرات مضادة لمرض السكري، وفقًا لما ذكرته المكتبة الوطنية للطب في أمريكا، كما تساهم بذوره في تحسين مقاومة الأنسولين، وتعزيز امتصاص الجلوكوز، كما يعتبر الفجل مصدرًا جيدًا للنترات الطبيعية التي تسهم في تحسين تدفق الدم، وفي الطب العربي واليوناني والهندي يستخدم الفجل كعلاج منزلي لبعض الامراض مثل: أمراض الكبد وحصوة المرارة وعسر الهضم

## الاستخدامات

### المطبخ

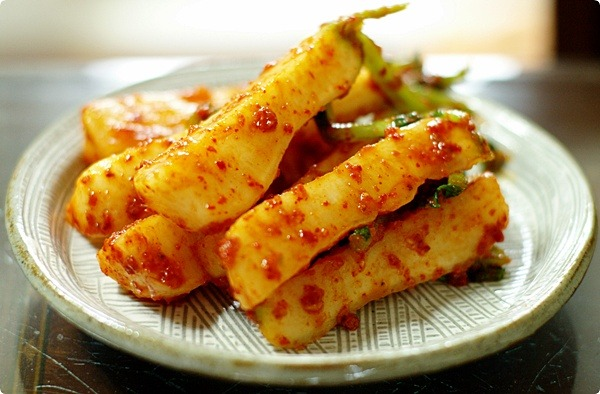

الجزء الأكثر شيوعًا الذي يتم تناوله هو الجذر الوتدي الشكل أو المغزلي، على الرغم من أن النبات بأكمله صالح للأكل، كما يمكن استخدام قممه كخضروات ورقية. يمكن أيضًا إنبات البذور وتناولها نيئة بطريقة مشابهة لفاصوليا المونج. عادة ما يتم تناول جذر الفجل نيئًا، على الرغم من أنه يمكن طهي العينات الأكثر صلابة على البخار. يتمتع اللحم النيئ بملمس مقرمش ونكهة فلفلية لاذعة، ناجمة عن الجلوكوزينات وإنزيم الميروزيناز، اللذين يتحدان عند مضغهما لتكوين إيزوثيوسيانات الأليل، الموجود أيضًا في الخردل والفجل.

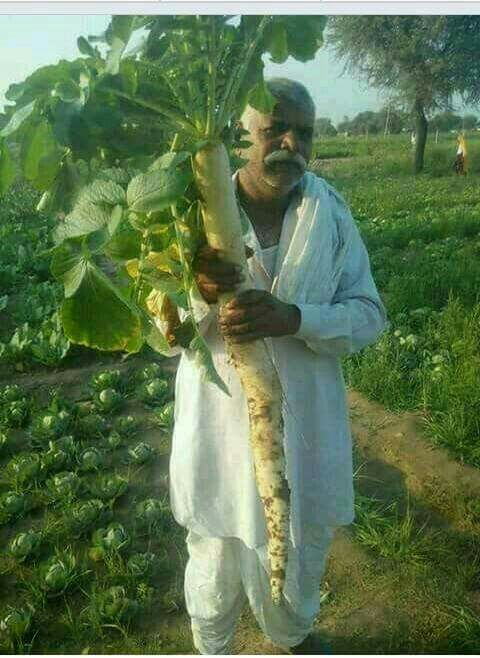

يستخدم الفجل في الغالب في السلطات، ولكنه يظهر أيضًا في العديد من الأطباق الأوروبية. في المطبخ المكسيكي، يتم استخدام شرائح الفجل مع الخس المبشور كزينة للأطباق التقليدية مثل التوستادا، والسوبيس، والانتشيلادا، والبوزول. عادة ما يتم التخلص من الفجل الأخضر، ولكنه صالح للأكل ومغذي، ويمكن تحضيره بعدة طرق. تستخدم الأوراق أحيانًا في الوصفات، مثل حساء البطاطس أو كطبق جانبي مقلي. كما أنها تأتي ممزوجة بعصائر الفاكهة في بعض الوصفات.

### استخدامات أخرى
يمكن عصر بذور الفجل لاستخراج زيت بذور الفجل. تحتوي بذور الفجل البري على ما يصل إلى 48% من الزيت، وعلى الرغم من أنه غير مناسب للاستهلاك البشري، إلا أن هذا الزيت يعد مصدرًا محتملاً للوقود الحيوي. ينمو الدايكون جيدًا في المناخات الباردة، وبصرف النظر عن استخدامه الصناعي، يمكن استخدامه كمحصول تغطية، حيث تتم زراعته لزيادة خصوبة التربة، وللتخلص من العناصر الغذائية، وقمع الأعشاب الضارة، والمساعدة في تخفيف الضغط على التربة، ومنع تآكل التربة في الشتاء.
"الرادي"، وهو فجل مقطع حلزونيًا، يقدم مع الملح وأحيانًا الثوم المعمر، ويتم تقديمه تقليديًا مع البيرة في مهرجان أكتوبر البافاري.

## ثقافة

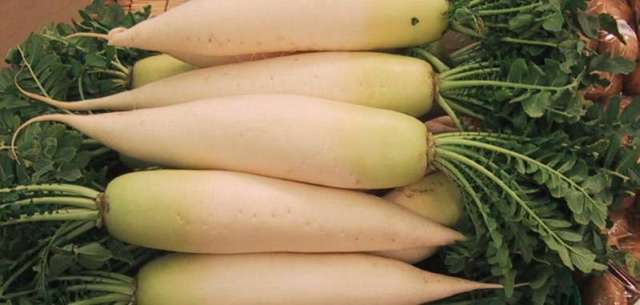
فجل الدايكون

تعد أصناف فجل الدايكون أجزاء مهمة من مطبخ شرق وجنوب شرق وجنوب آسيا. في اليابان وكوريا، تُصنع دمى الفجل أحيانًا كلعب للأطفال. يعتبر الدايكون أيضًا أحد النباتات التي تشكل المهرجان الياباني للأعشاب السبعة، في اليوم السابع بعد العام الجديد.
يحتفل مواطنو أواكساكا بالمكسيك بليلة الفجل في 23 ديسمبر كجزء من احتفالات عيد الميلاد. تستخدم مسابقة الفن الشعبي هذه نوعًا كبيرًا من الفجل يصل طوله إلى 50 سم (20 بوصة) ويصل وزنه إلى 3 كجم (7 أرطال). يتم استخدام مهارة وبراعة كبيرين لنحت هذه العناصر في شخصيات دينية وشعبية ومباني وأشياء أخرى، ويتم عرضها في ساحة المدينة.

## انظر ايضًا
- اللفت
- الجزر الأبيض
- البروكلي
- فجل أبيض
- فجل (جنس)

## المعرض

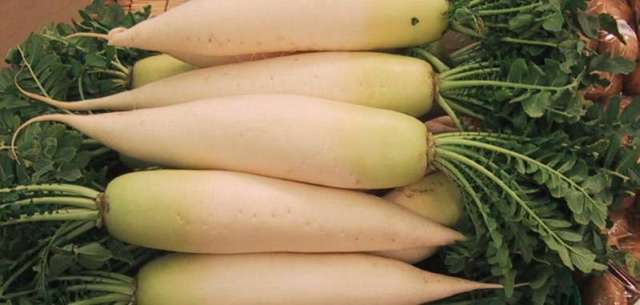
دايكون (فجل)
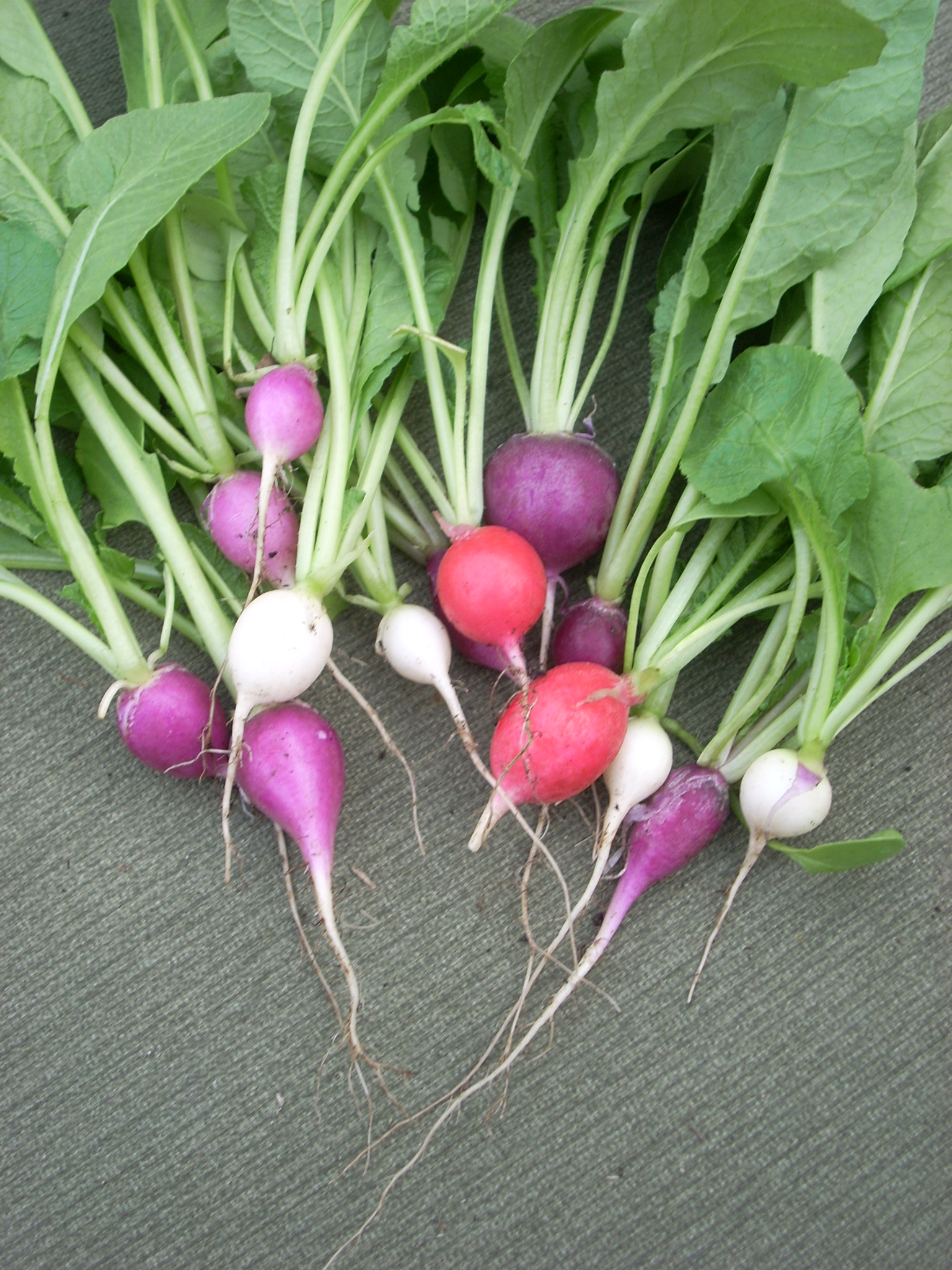
الفجل بألوان متعددة
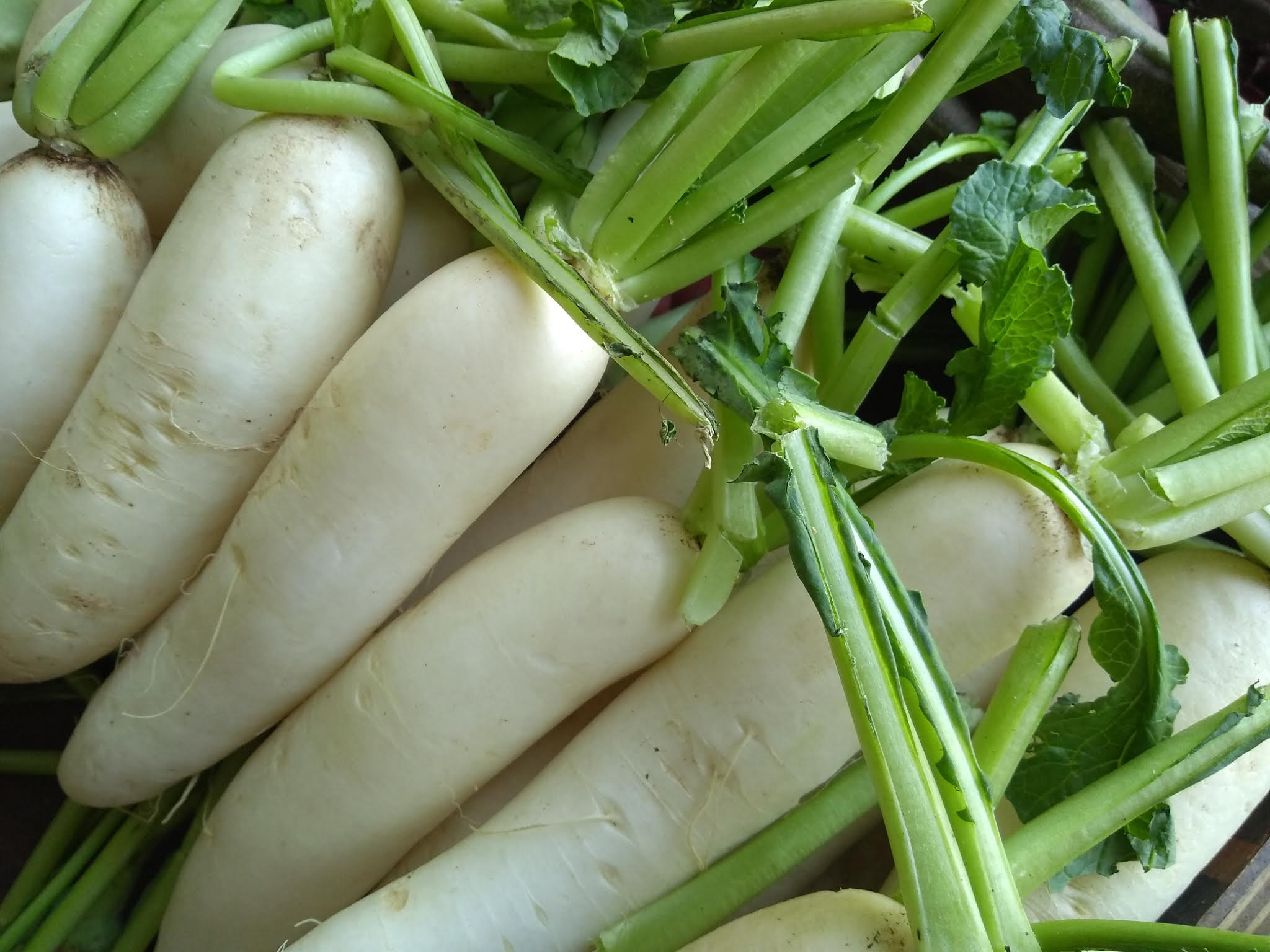
فجل
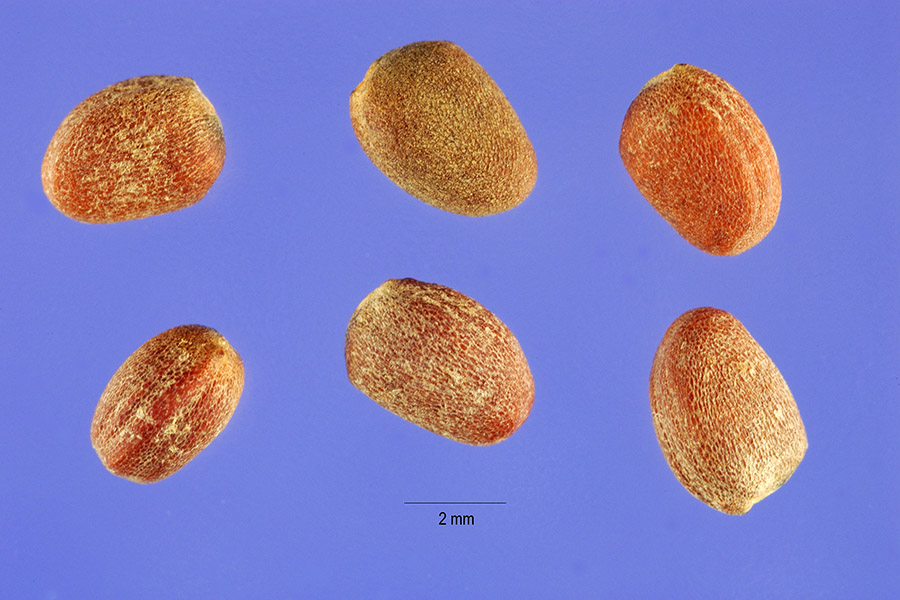
بذور الفجل
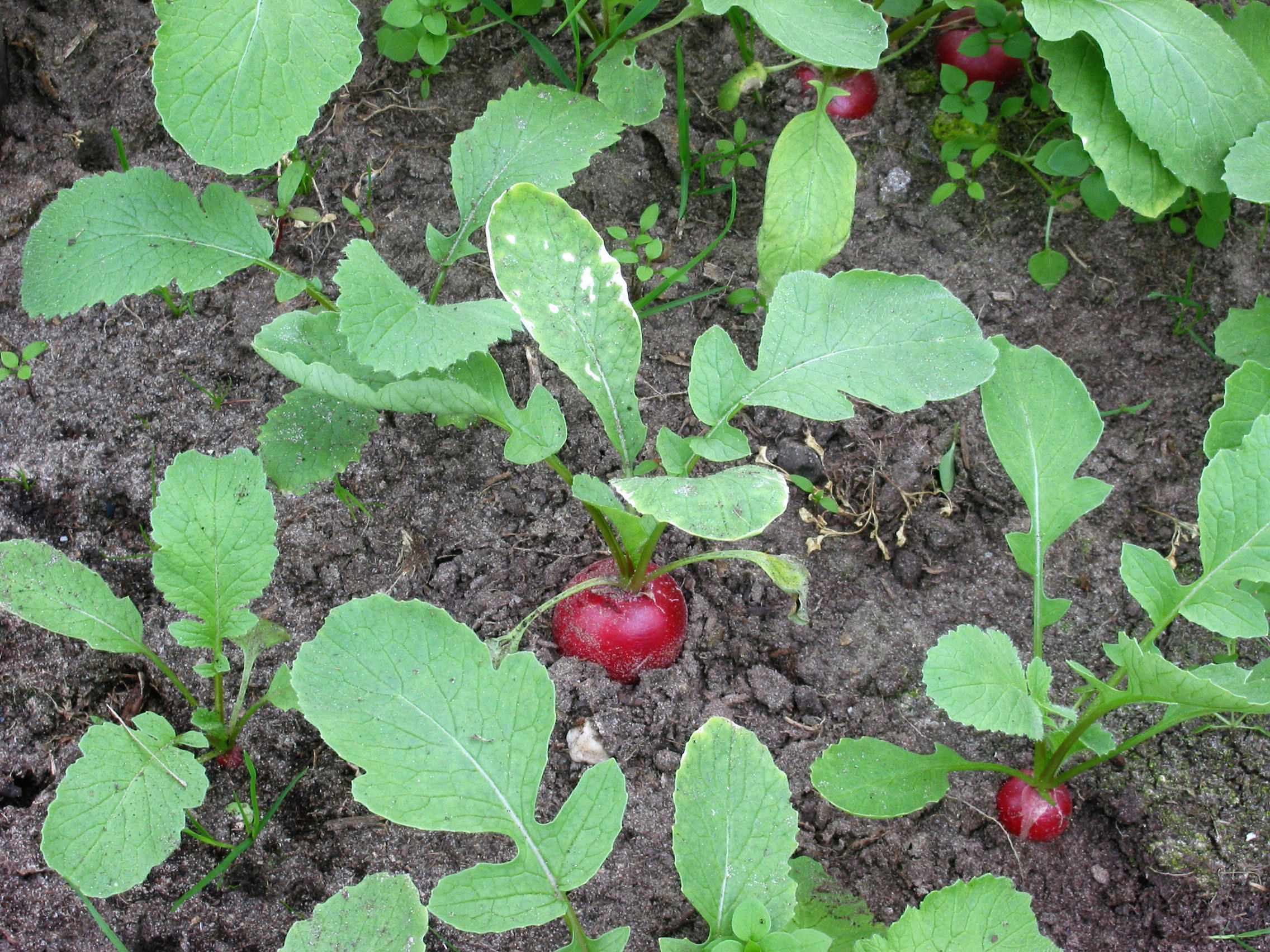
نبات الفجل
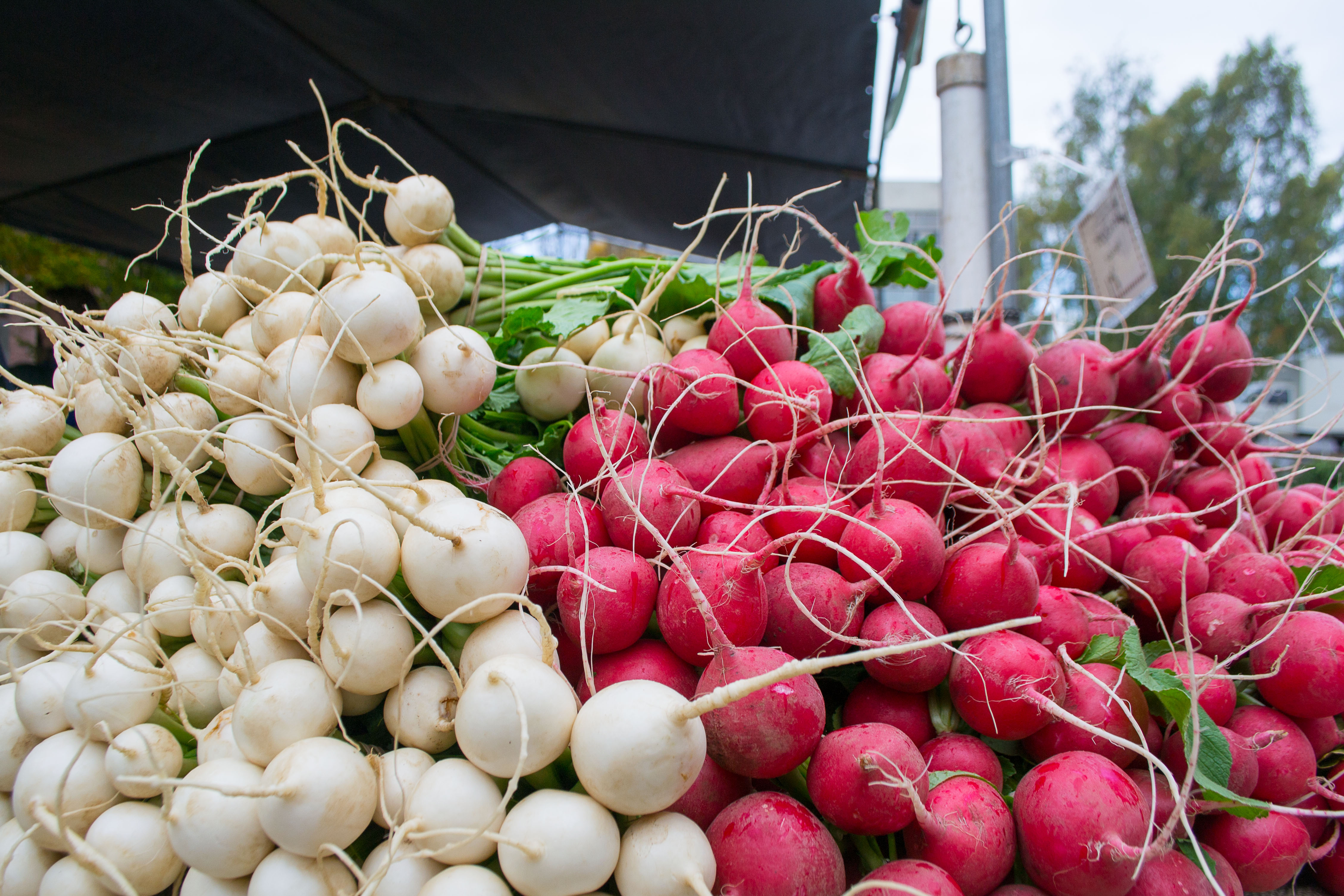
أشكال مختلفة للفجل
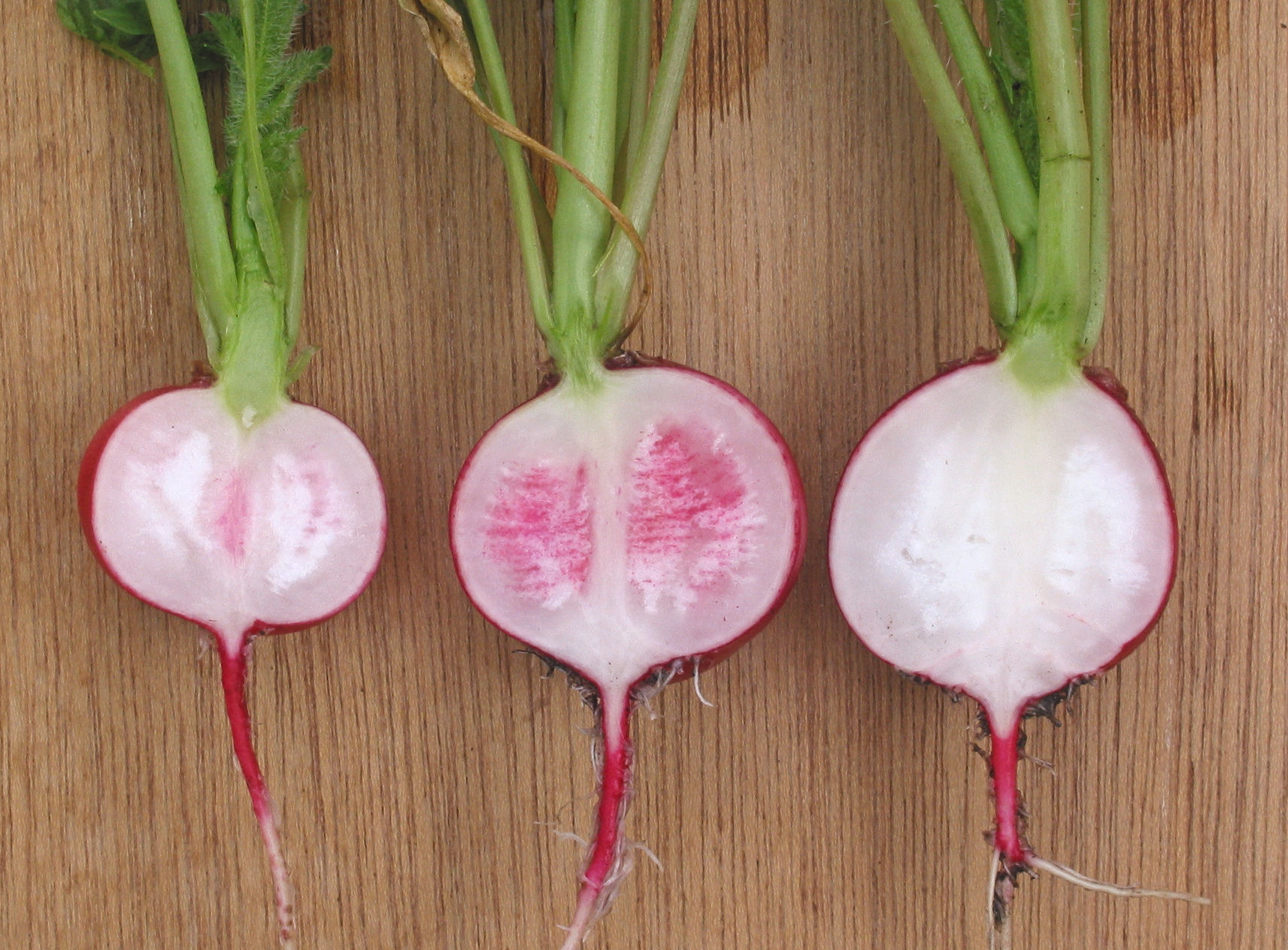
القجل من الداخل
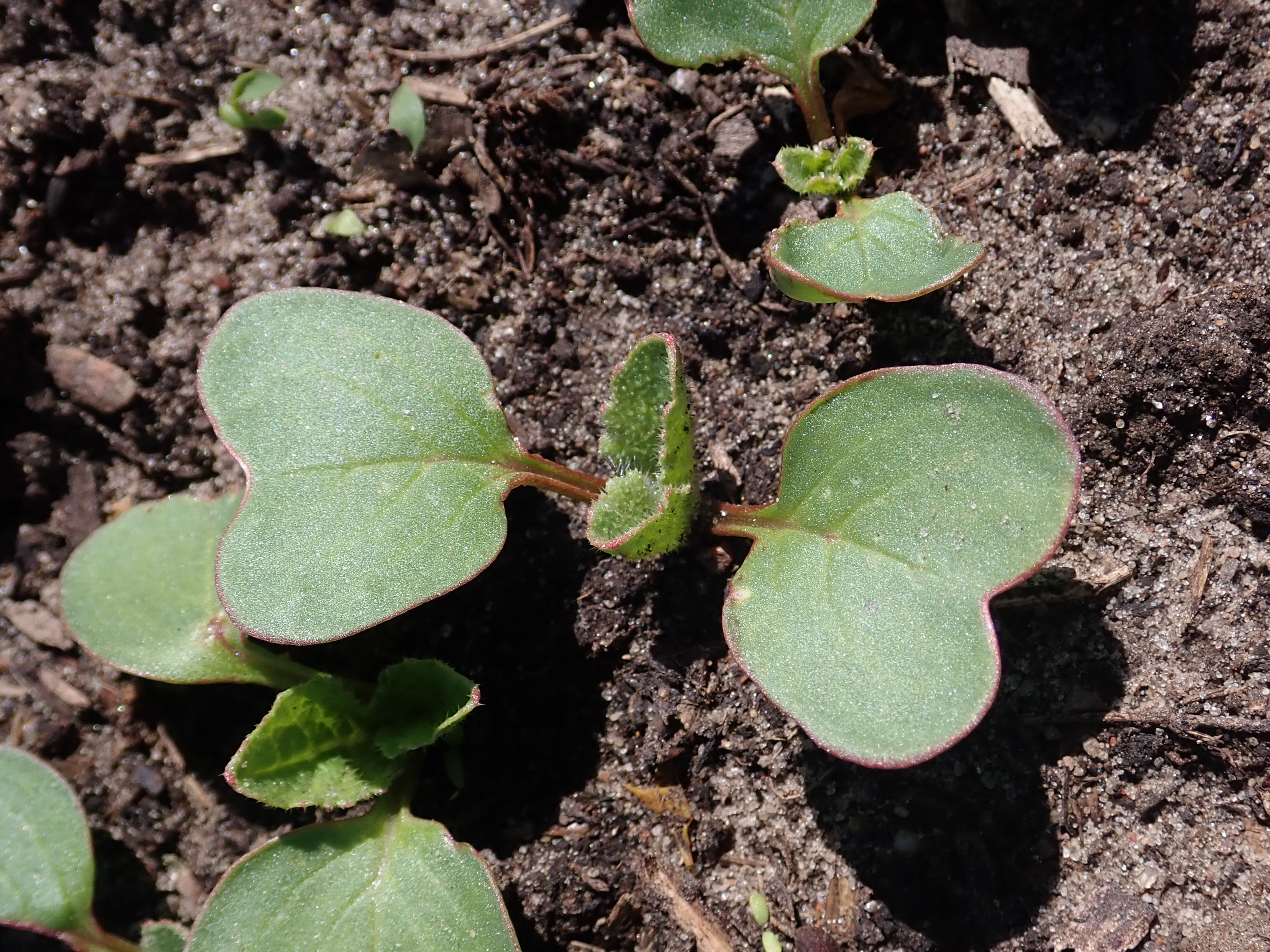
نبات الفجل في مراحل النمو الأولى
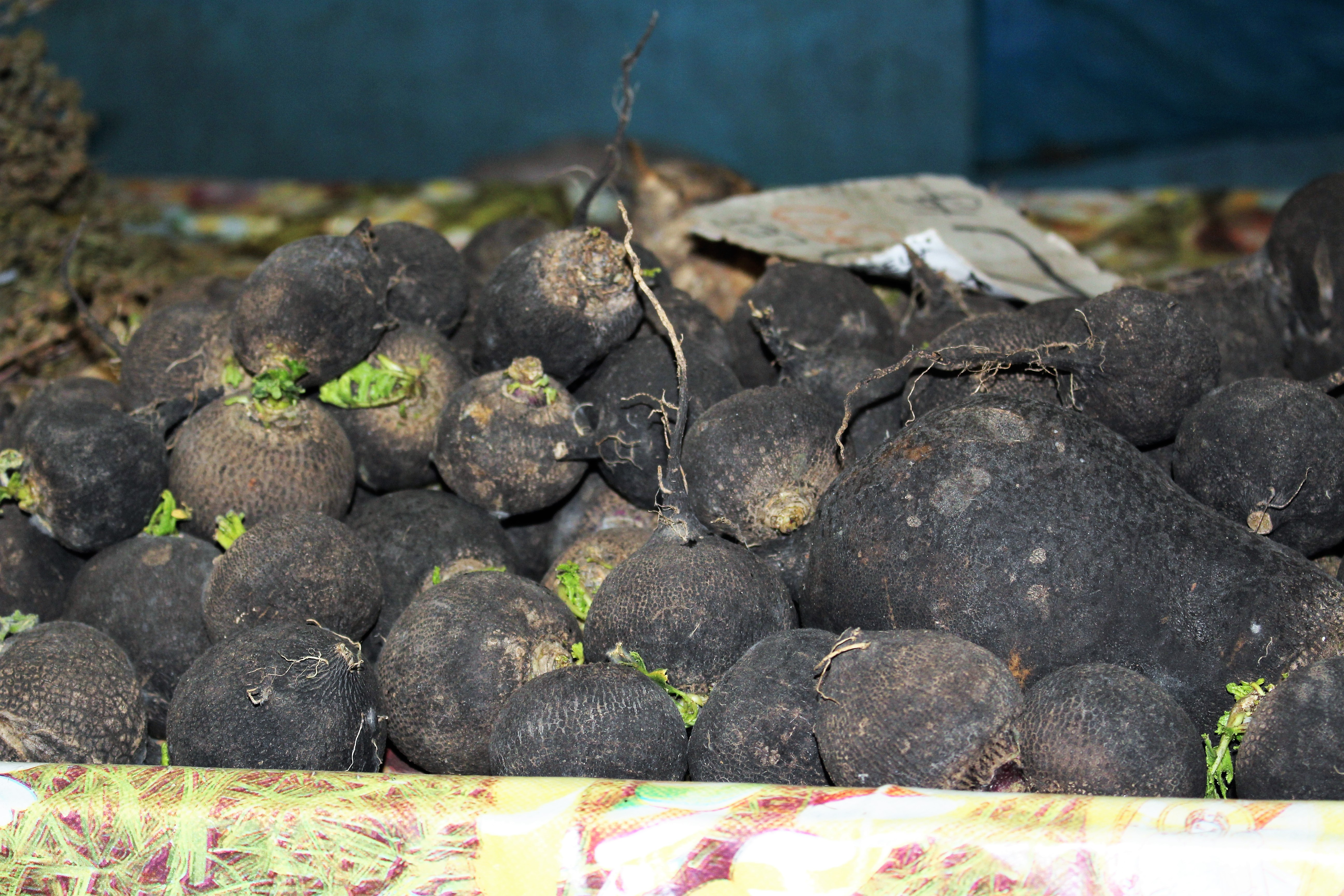
الفجل الأسود
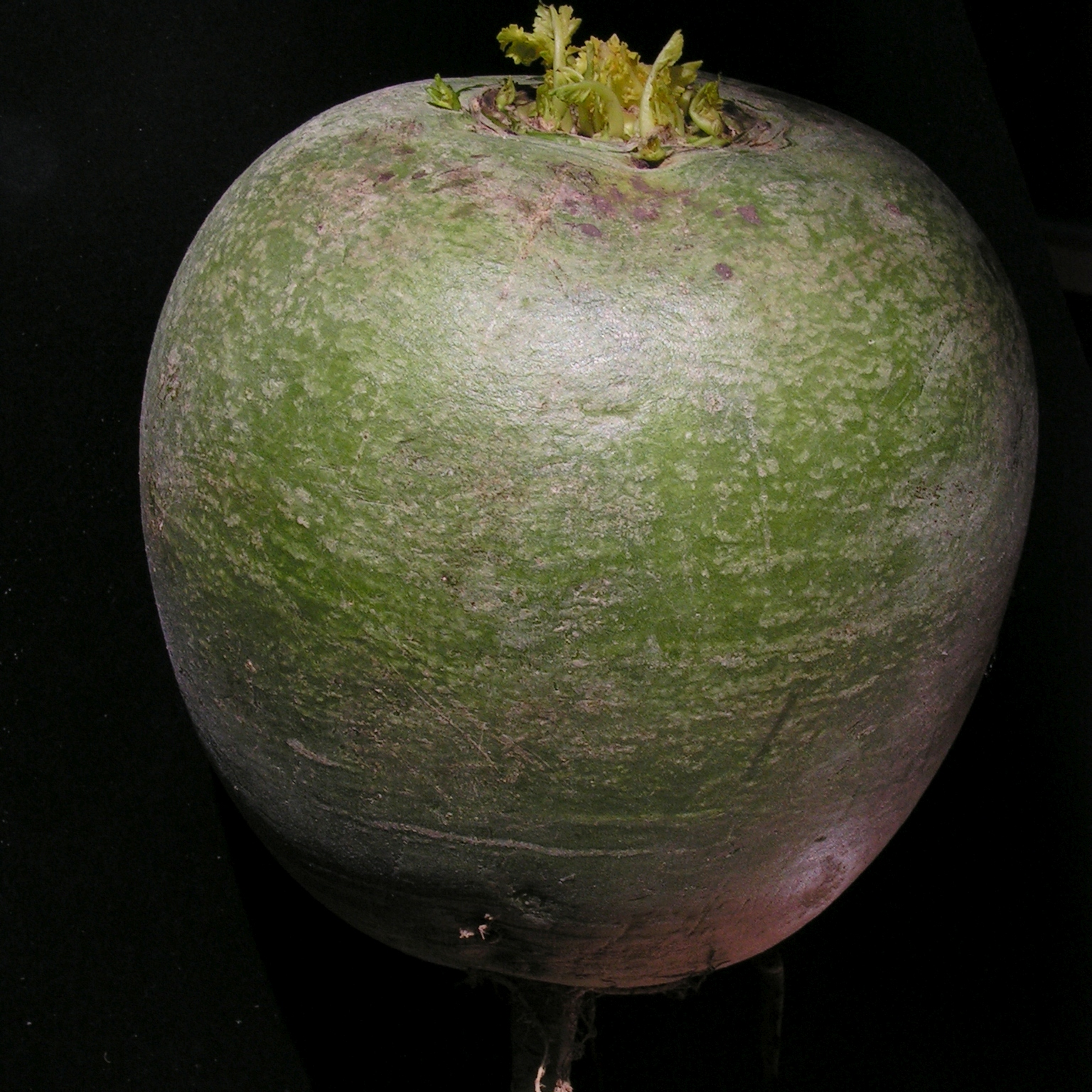
القجل الأخضر
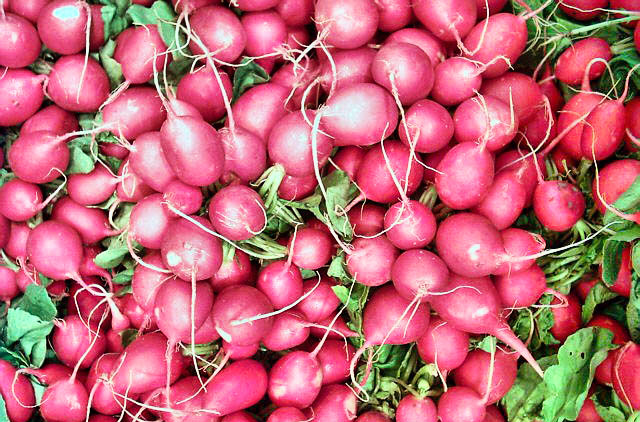
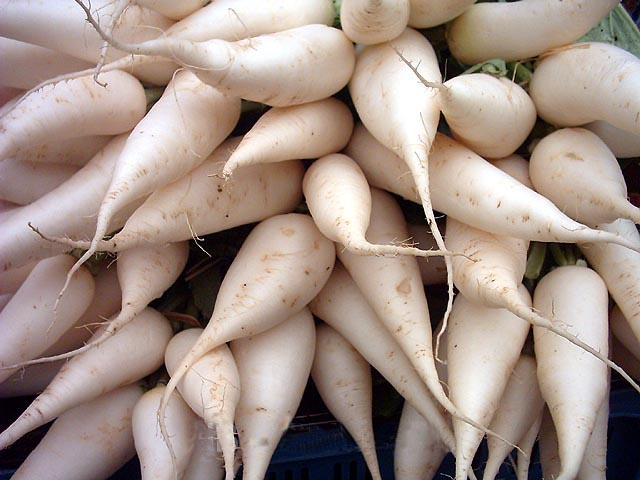